# Stephen Smale
Stephen Smale (né le 15 juillet 1930 à Flint dans le Michigan) est un mathématicien américain, lauréat de la médaille Fields en 1966, récompensé pour ses remarquables travaux en topologie différentielle. 

## Travaux
Sa réputation est due à une démonstration de la conjecture de Poincaré pour les dimensions strictement supérieures à 4 ; plus tard, il a généralisé les idées de cette démonstration pour son théorème sur le h-cobordisme (en). Stephen Smale est également célèbre pour son retournement de la sphère et son fer à cheval. On lui doit aussi une version en dimension infinie du théorème de Sard et une participation à l'étude des machines de Blum-Shub-Smale.
En 1998, il établit une liste de 18 problèmes de mathématiques à résoudre pour le XXIe siècle. Cette liste des problèmes de Smale a été élaborée dans l'esprit de la célèbre liste des problèmes de Hilbert de 1900. En fait, la liste de Smale inclut certains des problèmes de Hilbert. Parmi les problèmes de Smale, on trouve la conjecture jacobienne et l'hypothèse de Riemann, problèmes encore non résolus actuellement.

## Prix et distinctions
Smale a reçu la médaille Fields en 1966, le prix Oswald-Veblen en géométrie en 1966, le prix Chauvenet en 1988, la Conférence von Neumann en 1989 et le prix Wolf en 2007.
Depuis 2011, la Society for the Foundations of Computational Mathematics décerne le prix Stephen-Smale en son honneur.
L'astéroïde (10287) Smale porte son nom.